# Donatella (pel·lícula)
Donatella és una pel·lícula italiana del 1956 dirigida per Mario Monicelli.

## Argument
Donatella és una noia romana d'extracció senzilla, sincera i de bons principis, filla d'un enquadernador i promesa del benziner Guido. Un dia es troba la bossa d'una dona amb objectes de valor i documents, i no dubta a tornar-la a la propietària. Es tracta d'una senyora americana molt rica que ofereix a Donatella un lloc de secretària com a recompensa; la seva feina, gestionar la vil·la romana de la dama durant les seves absències, no requereix un compromís especial i permet a la noia viure una estona en les comoditats d'una alta societat desconeguda per a ella.

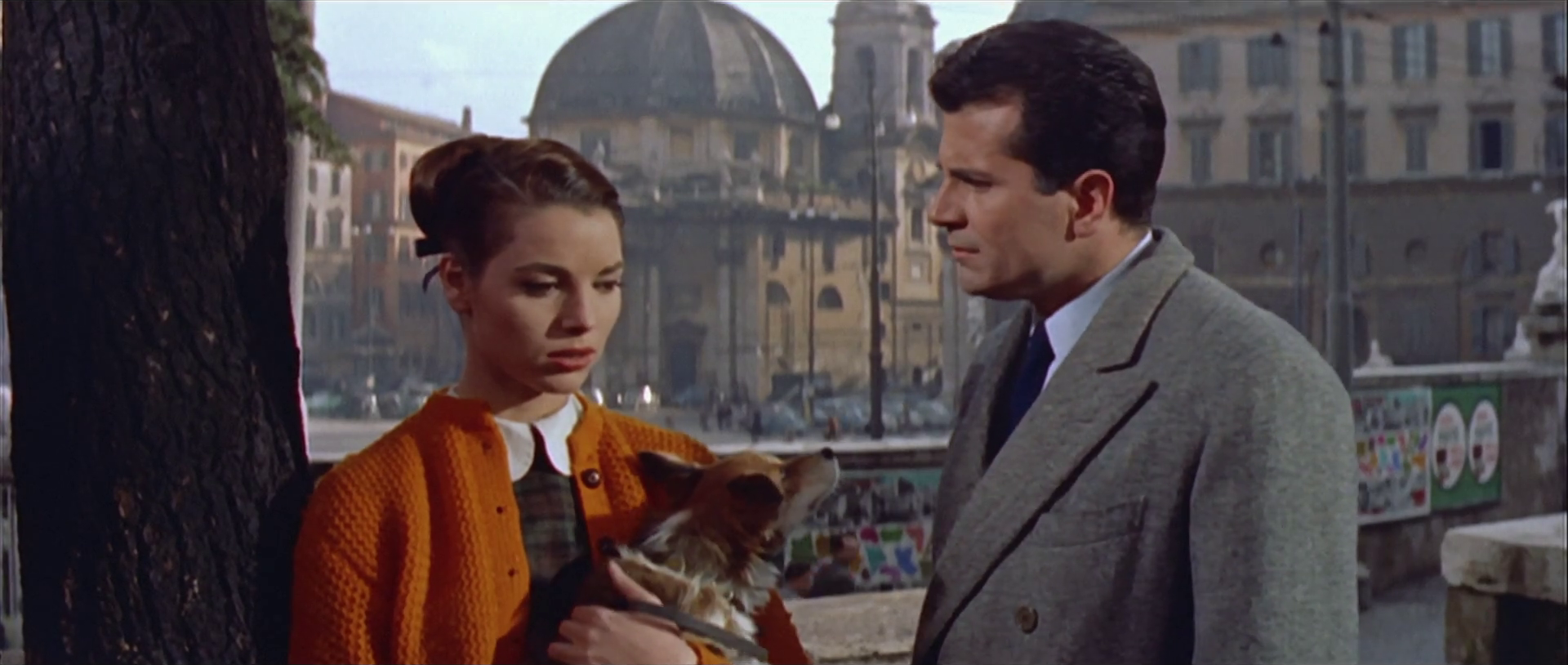
Elsa Martinelli i Gabriele Ferzetti

Donatella coneix casualment en Maurizio, jove, ric, elegant i ben educat, i acaba enamorant-se d'ell, preferint-lo en el seu cor al frívol i faldiller Guido.

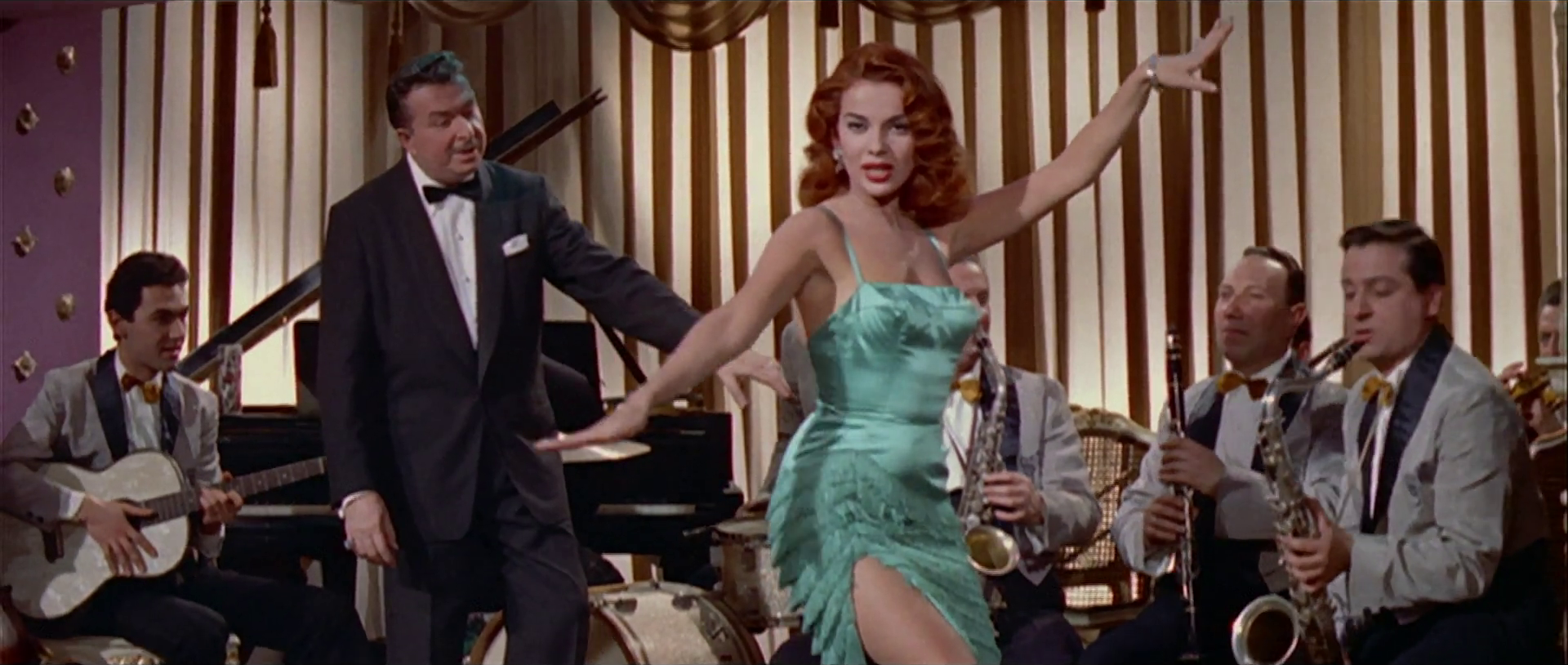
Xavier Cugat i Abbe Lane

Quan Maurizio descobreix els humils orígens de Donatella, comença a creure que el té enganyat; però aleshores està convençut de la bona fe de la noia, i gràcies també a l'honestedat d'en Guido, que reconeix que no és l'home adequat per a Donatella i accepta deixar-la anar, els dos s'acaben casant.

## Repartiment
- Elsa Martinelli: Donatella
- Gabriele Ferzetti: Maurizio
- Walter Chiari: Guido
- Aldo Fabrizi: Augusto, pare de Donatella
- Abbe Lane: ella mateixa
- Xavier Cugat: Ell mateix
- Liliana Bonfatti: infermera de veterinari
- Virgilio Riento: oncle Nicola
- Giovanna Pala: Maria Laura
- Giuseppe Porelli: Pasquale
- Catherine Williams: Dorothy Winston
- Alan Furlan: Giancarlo
- John Rembu: George
- Mariù Gleck (com a Mariù Glek): cuiner
- Giancarlo Nicotra: ajudant de l'encarregat de la benzinera
- Ria Lena: Elvira

## Producció
La casa de Donatella es troba a la via di San Teodoro, als vessants del Palatino al cor de Roma, en una zona que era popular a l'època. A poca distància, a Piazza della Bocca della Verità, hi ha la benzinera on treballa Guido. Durant tota la durada de la pel·lícula, no hi falten fotografies de postals dels monuments i llocs clàssics de Roma. Encara que el Diccionari Morandini parla de "Cenerentola ai Parioli", Aquest barri no és reconeixible.

## Reconeixements
- 1956 - 6è Festival Internacional de Cinema de Berlín
  - Os de Plata a la millor interpretació femenina a Elsa Martinelli[2]